# Олимпик Алес
«Олимпи́к Алес» или просто «Алес» — французский футбольный клуб из одноимённого города, в настоящий момент существует в качестве любительского клуба, и выступает в одной из низших региональных лиг. Клуб был основан в 1923 году, домашние матчи проводит на арене «Стад Пьер Пибаро», вмещающей 10 000 зрителей. С 30-х по 50-е годы XX века, «Алес» провёл несколько сезонов в Лиге 1, высшем французском дивизионе. Всего в высшем дивизионе «Алес» провёл 6 сезонов, последним из которых стал сезон 1958-59. Лучший результат клуба в чемпионатах Франции 13 место в сезоне 1934-35.